# Martin Waldseemüller
Martin Waldseemüller, latinizzato in Martinus Ilacomylus o Hylacomylus (11 settembre 1470 – 16 marzo 1521), è stato un cartografo e umanista tedesco.
Fu il primo, d'accordo con Matthias Ringmann, a utilizzare il nome "America" in onore di Amerigo Vespucci nella sua carta Universalis Cosmographia del 25 aprile 1507.

## Biografia
Waldseemüller nacque (secondo la Catholic Encyclopedia) a Wolfenweiler vicino a Friburgo in Brisgovia. Altre fonti indicano come luogo di nascita la città di Radolfzell ma negli archivi cittadini di questa città non risultano documenti relativi alla sua nascita; presumibilmente era la città di origine della madre. Dal 1490 studiò presso l'Università di Friburgo in Brisgovia. Nel 1507 lavorò a Saint-Dié in Lorena e qui, su incarico di Renato II duca di Lorena, creò un mappamondo e una mappa del mondo delle dimensioni di 34,2 x 18 cm chiamato Planisfero di Waldseemüller e Ringmann.
Su proposta del poeta Matthias Ringmann, suo collaboratore, su questa carta venne usato il nome "America" per il continente scoperto da Cristoforo Colombo ed esplorato e descritto dal navigatore fiorentino Amerigo Vespucci. La proposta di chiamare il continente in questo modo avvenne, come testimoniato da Alexander von Humboldt, all'insaputa di Amerigo Vespucci stesso ma su idea di Ringmann.
Recenti studi relativi a questa carta, però, hanno portato a sostenere che l'operazione di denominare con l'eponimo del navigatore fiorentino il Nuovo Mondo non fosse un'iniziativa isolata ed arbitraria dei monaci lorenesi, ma un progetto concertato da un milieu culturale che vedeva anche la famiglia Vespucci come promotrice.
Waldseemüller, nella sua diffusissima opera Cosmographiae introductio, aveva attribuito gran parte delle esplorazioni e scoperte al Vespucci. Benché poi avesse riconosciuto l'errore della sua interpretazione e fosse tornato ad utilizzare il termine di "terra incognita" nelle sue successive mappe, ormai il nome "America" aveva già preso piede ed era così diffuso che rimase il nome dato al nuovo continente.
La mappa Waldseemüller del 1507 fu ritrovata nel 1901 a Schloss Wolfegg, nel sud della Germania, da Joseph Fischer e dal 2001 fu acquistata dal governo degli Stati Uniti dove si trova dal 2003, presso la Biblioteca del Congresso a Washington DC. Nel 2005 è stata dichiarata dall'UNESCO Memoria del mondo.

## Opere
- (LA) Martin Waldseemüller, Matthias Ringmann, Vautrin Lud e Nicolas Lud, Cosmographiae Introductio, Saint-Dié-des-Vosges, 1507.
- (LA) Martin Waldseemüller, Matthias Ringmann, Vautrin Lud e Nicolas Lud, Cosmographiae Introductio, 2ª ed., Strasburgo, Johannes Grüninger, 1509  [1507].
- (LA) Instructio manuductionem prestans in cartam itinerariam Martini Hilacomili, cum luculentiori ipsius Europae enaratione a Ringmanno Philesio conscripta, Strasburgo, Johannes Grüninger, 1511.
- (LA) Ptolemaeus auctus restitutus emaculatus. Cum tabulis veteribus ac nouis, Strasburgo, Johannes Schott, 1520.